# Mogurnda lineata
The Kokoda mogurnda (Mogurnda lineata) là một loài cá thuộc họ Cá bống đen. Nó là loài đặc hữu của Papua New Guinea.